# 穆拉迪烏帕齊拉
穆拉迪乌帕齐拉是孟加拉国巴里薩爾縣的一个乌帕齐拉，位於巴里薩爾專區的巴里薩爾縣。。

## 人口
據1991年孟加拉國人口普查，穆拉迪共有戶數32,515戶，人口171,948人。其中男性佔比50.49%，女性佔比49.51%；成年人口80,369人。該地7歲以上人口之平均識字率為31.4%。